# Vilhelmas Žardenikas
Vilhelmas Žardenikas (deutsch: Wilhelm „Willi“ Szardenings, * 19. März 1908; † 21. Januar 1976 in Düsseldorf) war ein litauisch-deutscher Fußballspieler.

## Karriere und Leben
Vilhelmas Žardenikas wurde unter seinem deutschen Namen Wilhelm „Willi“ Szardenings in die Familie des aus Schnaugsten stammenden Losmanns Michel Szardenings und seiner Ehefrau Anna (geborene Ilginnis) geboren. Er hatte vier Brüder.
Der Mittelfeldspieler spielte in seiner Fußballkarriere für die SpVgg Memel. Mit der Mannschaft nahm er am deutschen Spielbetrieb in der baltischen Fußballmeisterschaft teil. Nachdem der litauische Fußballverband unter Berufung auf die FIFA-Satzungen verlangte, „dass sämtliche Meisterschaften nur noch innerhalb der litauischen Grenzen ausgetragen werden“, belegte er im Sommer 1931 sämtliche SpVgg-Mannschaften mit einem einjährigen Spielverbot, weil der Verein sich weigerte, freiwillig aus dem Baltischen Verband auszutreten. Auf Grund der Disqualifikation konnte der Verein nicht mehr an der deutschen Fußballendrunde teilnehmen. Szardenings beendete nach der Saison 1930/31 seine Fußballkarriere.
Im August 1930 debütierte der deutschstämmige Szardenings in der Litauischen Fußballnationalmannschaft gegen Estland während des Baltic Cup 1930. Mit der Mannschaft gewann er das Turnier, womit Litauen den ersten Titel im Baltikum gewann. Szardenings war dabei einer von sieben Spielern der SpVgg Memel. Sein letztes von vier Länderspielen absolvierte er im August 1931 gegen Rumänien.
Szardenings starb im Alter von 68 Jahren in Düsseldorf. Er hinterließ seine Ehefrau Gertrud (geborene Maibaum), drei Söhne und eine Tochter. Er fand seine letzte Ruhestätte auf dem Nordfriedhof in Düsseldorf.